# Penicillium digitatum
Penicillium digitatum (synoniemen: Monilia digitata Pers. en Oidium fasciculatum) staat bekend, naast Penicillium italicum en Penicillium ulaiense, als een bederf veroorzakende schimmel in citrusvruchten (bijvoorbeeld sinaasappels en mandarijnen). Deze plekken zijn vaak zichtbaar als olijfgroene plekken op de citrusvrucht. De schimmel komt vaak samen voor met Penicillium italicum. Penicillium italicum vormt een blauwgroene schimmellaag en de vrucht wordt uiteindelijk slijmerig, terwijl bij een aantasting van Penicillium digitatum er een olijfgroene schimmellaag gevormd wordt en alleen een droog omhulsel overblijft. Penicillium digitatum komt vaker voor dan Penicillium italicum.
De groenwitte tot lichtgroene, gladde, dunwandige, ellipsvormige tot cilindrische conidia zijn 4,0–10,3 × 3,2–7,1 μm groot.